# 石井巌
石井 巌（いしい いわお）は、日本の編集技師である。山田洋次監督作品の編集技師として有名。『九ちゃんのでっかい夢』以降、山田監督のほぼ全ての作品を手がけている。

## 主な作品

### 映画
| 公開年 | 作品名                                     | 担当 |
| ------ | ------------------------------------------ | ---- |
| 1966年 | 男の顔は履歴書                             | 編集 |
| 1966年 | さよなら列車                               | 編集 |
| 1967年 | 白昼の惨劇                                 | 編集 |
| 1967年 | 人妻椿                                     | 編集 |
| 1967年 | 九ちゃんのでっかい夢                       | 編集 |
| 1967年 | 喜劇 一発勝負                              | 編集 |
| 1967年 | 濡れた逢びき                               | 編集 |
| 1968年 | 女めくら 花と牙                            | 編集 |
| 1968年 | ミニミニ突撃隊                             | 編集 |
| 1968年 | 吹けば飛ぶよな男だが                       | 編集 |
| 1968年 | ハナ肇の一発大冒険                         | 編集 |
| 1969年 | めくらのお市 みだれ笠                      | 編集 |
| 1969年 | 喜劇 婚前旅行                              | 編集 |
| 1969年 | 男はつらいよ                               | 編集 |
| 1969年 | 喜劇 一発大必勝                            | 編集 |
| 1969年 | 続男はつらいよ                             | 編集 |
| 1970年 | 男はつらいよ 望郷篇                        | 編集 |
| 1970年 | 新・男はつらいよ                           | 編集 |
| 1970年 | 家族                                       | 編集 |
| 1971年 | 望郷                                       | 編集 |
| 1971年 | 喜劇 女生きてます                          | 編集 |
| 1971年 | 男はつらいよ 寅次郎恋歌                    | 編集 |
| 1971年 | 男はつらいよ 奮闘篇                        | 編集 |
| 1971年 | 男はつらいよ 純情篇                        | 編集 |
| 1972年 | 男はつらいよ 柴又慕情                      | 編集 |
| 1972年 | 男はつらいよ 寅次郎夢枕                    | 編集 |
| 1972年 | 喜劇 社長さん                              | 編集 |
| 1972年 | 故郷                                       | 編集 |
| 1973年 | 男はつらいよ 寅次郎忘れな草                | 編集 |
| 1973年 | 愛ってなんだろ                             | 編集 |
| 1973年 | 男はつらいよ 私の寅さん                    | 編集 |
| 1974年 | 男はつらいよ 寅次郎子守唄                  | 編集 |
| 1974年 | 男はつらいよ 寅次郎恋やつれ                | 編集 |
| 1975年 | 同胞                                       | 編集 |
| 1975年 | 男はつらいよ 寅次郎相合い傘                | 編集 |
| 1975年 | 男はつらいよ 葛飾立志篇                    | 編集 |
| 1975年 | 想い出のかたすみに                         | 編集 |
| 1976年 | 男はつらいよ 寅次郎純情詩集                | 編集 |
| 1976年 | 男はつらいよ 夕焼け小焼け                  | 編集 |
| 1977年 | 男はつらいよ 寅次郎頑張れ！                | 編集 |
| 1977年 | 幸福の黄色いハンカチ                       | 編集 |
| 1977年 | 男はつらいよ 噂の寅次郎                    | 編集 |
| 1978年 | 男はつらいよ 噂の寅次郎                    | 編集 |
| 1978年 | 男はつらいよ 寅次郎わが道をゆく            | 編集 |
| 1979年 | 男はつらいよ 寅次郎春の夢                  | 編集 |
| 1979年 | 俺たちの交響楽                             | 編集 |
| 1979年 | 男はつらいよ 翔んでる寅次郎                | 編集 |
| 1980年 | 遥かなる山の呼び声                         | 編集 |
| 1980年 | 五番町夕霧楼                               | 編集 |
| 1980年 | 男はつらいよ 寅次郎ハイビスカスの花        | 編集 |
| 1980年 | 男はつらいよ 寅次郎かもめ歌                | 編集 |
| 1981年 | シュンマオ物語 タオタオ                    | 編集 |
| 1981年 | 男はつらいよ 浪速の恋の寅次郎              | 編集 |
| 1981年 | 男はつらいよ 寅次郎紙風船                  | 編集 |
| 1982年 | 男はつらいよ 花も嵐も寅次郎                | 編集 |
| 1982年 | 男はつらいよ 寅次郎あじさいの恋            | 編集 |
| 1983年 | 男はつらいよ 旅と女と寅次郎                | 編集 |
| 1983年 | 男はつらいよ 口笛を吹く寅次郎              | 編集 |
| 1984年 | 生徒諸君!                                  | 編集 |
| 1984年 | 男はつらいよ 夜霧にむせぶ寅次郎            | 編集 |
| 1985年 | 男はつらいよ 柴又より愛を込めて            | 編集 |
| 1985年 | 男はつらいよ 寅次郎恋愛塾                  | 編集 |
| 1986年 | キネマの天地                               | 編集 |
| 1986年 | 男はつらいよ 幸福の青い鳥                  | 編集 |
| 1987年 | 男はつらいよ 知床慕情                      | 編集 |
| 1987年 | 男はつらいよ 寅次郎物語                    | 編集 |
| 1987年 | おじさんは原始人だった                     | 編集 |
| 1988年 | ダウンタウンヒーローズ                     | 編集 |
| 1988年 | 男はつらいよ 寅次郎サラダ記念日            | 編集 |
| 1989年 | 男はつらいよ ぼくの伯父さん                | 編集 |
| 1989年 | 男はつらいよ 寅次郎心の旅路                | 編集 |
| 1990年 | 男はつらいよ 寅次郎の休日                  | 編集 |
| 1991年 | 男はつらいよ 寅次郎の告白                  | 編集 |
| 1991年 | 息子                                       | 編集 |
| 1992年 | 男はつらいよ 寅次郎の青春                  | 編集 |
| 1993年 | 男はつらいよ 寅次郎の縁談                  | 編集 |
| 1993年 | 学校                                       | 編集 |
| 1994年 | 男はつらいよ 拝啓車寅次郎様                | 編集 |
| 1995年 | 男はつらいよ 紅の花                        | 編集 |
| 1996年 | 学校II                                     | 編集 |
| 1996年 | 虹をつかむ男                               | 編集 |
| 1997年 | 男はつらいよ 寅次郎ハイビスカスの花 特別編 | 編集 |
| 1997年 | 虹をつかむ男 南国奮斗篇                    | 編集 |
| 1998年 | 学校III                                    | 編集 |
| 2000年 | 十五才 学校IV                              | 編集 |
| 2002年 | たそがれ清兵衛                             | 編集 |
| 2004年 | 隠し剣 鬼の爪                              | 編集 |
| 2006年 | 武士の一分                                 | 編集 |
| 2007年 | 母べえ                                     | 編集 |
| 2010年 | おとうと                                   | 編集 |
| 2013年 | 東京家族                                   | 編集 |
| 2014年 | 小さいおうち                               | 編集 |
| 2015年 | 母と暮せば                                 | 編集 |

- 家族はつらいよ（2016年）
- 家族はつらいよ2（2017年）
- 妻よ薔薇のように 家族はつらいよIII（2018年）

### テレビドラマ
| 放送年 | 作品名                         | 放送局 / (放送枠)              | 担当 |
| ------ | ------------------------------ | ------------------------------ | ---- |
| 1984年 | 松本清張スペシャル・一年半待て | 日本テレビ・火曜サスペンス劇場 | 編集 |

## 受賞歴
- 1992年 第15回日本アカデミー賞優秀編集賞『男はつらいよ 寅次郎の告白』『息子』[1]
- 1994年 第17回日本アカデミー賞優秀編集賞『男はつらいよ 寅次郎の縁談』『学校』
- 1997年 第20回日本アカデミー賞優秀編集賞『学校II』
- 2002年 第26回日本アカデミー賞優秀編集賞『たそがれ清兵衛』[2]
- 2009年 第32回日本アカデミー賞優秀編集賞『母べえ』[3]
- 2013年 第37回日本アカデミー賞優秀編集賞『東京家族』
- 2014年 第38回日本アカデミー賞優秀編集賞『小さいおうち』
- 2015年 第39回日本アカデミー賞優秀編集賞『母と暮せば』
- 2016年 第40回日本アカデミー賞優秀編集賞『家族はつらいよ』
- 2021年 第44回日本アカデミー賞最優秀編集賞『男はつらいよ お帰り 寅さん』石島一秀と共同[4]